# Legion (film fra 2010)
 For alternative betydninger, se Legion (flertydig). (Se også artikler, som begynder med Legion)
Legion er en amerikansk film fra 2010 instrueret af Scott Charles Stewart, med Paul Bettany, Lucas Black, Tyrese Gibson og Adrianne Palicki i hovedrollerne.

## Medvirkende
- Paul Bettany som Michael
- Lucas Black som Jeep Hanson
- Tyrese Gibson som Kyle Williams
- Adrianne Palicki som Charlie
- Charles S. Dutton som Percy Walker
- Jon Tenney som Howard Anderson
- Kevin Durand som Gabriel
- Willa Holland som Audrey Anderson
- Kate Walsh som Sandra Anderson
- Dennis Quaid som Bob Hanson
- Jeanette Miller som Gladys Foster
- Josh Stamberg som Burton
- Yancey Arias som Estevez